# Liste der Bodendenkmale in Salzbergen
In der Liste der Bodendenkmale in Salzbergen sind die Bodendenkmale der niedersächsischen Gemeinde Salzbergen aufgeführt. Die Quelle ist der Denkmalatlas Niedersachsen.
- Bitte beachten Sie, dass diese Liste keinen Anspruch auf Vollständigkeit erhebt.
- Die Angaben ersetzen nicht die rechtsverbindliche Auskunft der zuständigen Denkmalschutzbehörde.
- Es sind nur Daten aus dem Denkmalatlas verarbeitet.
- Der Stand der Liste ist der 29. März 2025.

Salzbergen im Landkreis Emsland

## Allgemein
In den Spalten finden sich folgende Informationen des Bodendenkmales:
| Lage         | geographische Koordinaten                                                           |
| Bezeichnung  | Bezeichnung lt. Denkmalatlas                                                        |
| Beschreibung | Beschreibung lt. Denkmalatlas                                                       |
| ID           | Objekt-ID                                                                           |
| Bild         | Bild, ggf. zusätzlich mit Link zu weiteren Fotos im Medienarchiv Wikimedia Commons. |

## Holsten
| Lage                        | Bezeichnung                 | Beschreibung | ID       | Bild |
| --------------------------- | --------------------------- | --- | -------- | ---- |
| 52° 19′ 26″ N, 7° 23′ 48″ O | Holsten 1, Grabhügel        | Durchmesser ca. 22 m und Höhe ca. 3 m. Rund. | 28965449 | BW   |
| 52° 20′ 21″ N, 7° 21′ 8″ O  | Holsten 3, Deich            | Länge 185 m, Breite 12 m, Höhe bis 2,4 m. Zwischen einer Senke und der Aue und der Ems; weil er nicht mit höheren Grundstücken verbunden ist, scheint er eine laufzwingende Funktion zu haben.                                                      | 28965452 | BW   |
| 52° 19′ 22″ N, 7° 23′ 49″ O | Holsten 13, Grabhügel       | Durchmesser ca. 12 m und Höhe ca. 1 m. Etwas länglich, abgeflachte Kuppe. Mit Pflanzungsfurchen überzogen. | 28965551 | BW   |
| 52° 19′ 23″ N, 7° 23′ 48″ O | Holsten 14, Grabhügel       | Größe ca. 16 × 12 m und Höhe ca. 1,5 m. Länglich. Mit Pflanzungsfurchen überzogen. | 28965457 | BW   |
| 52° 19′ 19″ N, 7° 23′ 48″ O | Holsten 15, Wall            | Annähernd Nordwest-Südost verlaufender Wall von knapp 500 m Länge; im Südosten und im Nordwesten auslaufend. Querschnitt sehr unterschiedlich. Bei Teilstück B-C auf 10 m, bei Teilstück D-E und G-H auf 5 m unterbrochen. - Teilstück ID: 35617744 | 28965553 | BW   |
| 52° 19′ 4″ N, 7° 24′ 32″ O  | Holsten 34, Urnengräberfeld | | 28965450 | BW   |
| 52° 19′ 25″ N, 7° 23′ 33″ O | Holsten 36, Wall            | NNW-SSO verlaufender 85 m langer Wall. Höhe bis 1,2 m, Breite ca. 8,5 m. Oben flach, Querschnitt etwa trapezförmig. - Teilstück ID: 38063478 | 28965552 | BW   |

### Holsten 6
- ID:28967314
- Auf einer Fläche von ca. 160 m × 100 m mindestens sieben Grabhügel, meist länglich. Längen 6,5 – 16 m; Höhe 0,3 – 1,5 m.

| Lage                        | Bezeichnung | Beschreibung                                                                                               | ID       | Bild |
| --------------------------- | ----------- | --- | -------- | ---- |
| 52° 19′ 21″ N, 7° 23′ 58″ O | Holsten 6   | Durchmesser ca. 8,5 m und Höhe ca. 0,3 m. Etwas länglich. An Südseite etwas auslaufend. Gipfel abgeflacht. | 28967316 | BW   |
| 52° 19′ 19″ N, 7° 23′ 59″ O | Holsten 7   | Durchmesser ca. 10,5 m und Höhe ca. 1 m. Etwas länglich. An Südseite etwas auslaufend; flache Gipfelmulde. | 28967318 | BW   |
| 52° 19′ 19″ N, 7° 23′ 58″ O | Holsten 8   | Größe ca. 16 × 14 m und Höhe ca. 1,2 m. Länglich; abgeflachte Kuppe.                                       | 28965453 | BW   |
| 52° 19′ 19″ N, 7° 23′ 57″ O | Holsten 9   | Größe ca. 7 × 5 m und Höhe ca. 0,5 m. Länglich, an Südseite etwas auslaufend.                              | 28965454 | BW   |
| 52° 19′ 19″ N, 7° 23′ 55″ O | Holsten 10  | Größe ca. 13 × 10 m und Höhe ca. 1,1 m. Länglich; abgeflachte Kuppe.                                       | 28965451 | BW   |
| 52° 19′ 18″ N, 7° 23′ 56″ O | Holsten 11  | Größe ca. 17 × 12,5 m und Höhe ca. 1 m. Länglich.                                                          | 28965455 | BW   |
| 52° 19′ 18″ N, 7° 23′ 54″ O | Holsten 12  | Größe ca. 15 × 12 m und Höhe ca. 1,2 m. Länglich.                                                          | 28965550 | BW   |

## Salzbergen
| Lage                        | Bezeichnung               | Beschreibung | ID       | Bild |
| --------------------------- | ------------------------- | --- | -------- | ---- |
| 52° 19′ 32″ N, 7° 18′ 29″ O | Salzbergen 1, Grabhügel   | Durchmesser ca. 15 m und Höhe ca. 1,2 m. Im Nord- und Ostbereich durch Einfahrt zur Sandgrube angeschnitten. Gipfelmulde mit Eingrabung. Gleichmäßig rund. | 28965555 | BW   |
| 52° 19′ 30″ N, 7° 21′ 58″ O | Salzbergen 2, Deich       | Winkelförmig verlaufender Deich. Von der unteren Niederterrasse der Ems nach NNW zu einer Insel-Terrasse und von hier nach NO zur unteren Niederterrasse führend. Gut erhalten. Der Deich sollte eine sich östlich anschließende Landschaftssenke gegen das Hochwasser der Ems schützen. | 28965556 | BW   |
| 52° 18′ 44″ N, 7° 23′ 33″ O | Salzbergen 4, Landwehr    | Quer auf einem Waldweg liegt eine niedrige Landwehr, an einem stufigen Geländeteil: im Westen - die Senke, im Osten - die Höhe. Im Ost- und Südwestbereich zwei Durchbruchstellen. - Teilstück ID: 38064074 | 28965557 | BW   |
| 52° 20′ 3″ N, 7° 21′ 7″ O   | Salzbergen 9, Deich       | Zwei Deichabschnitte. Der südwestliche Abschnitt verbindet die alte Emsterrasse mit einer stehengebliebenen Inselterrasse. Er ist breit mit abgeflachter Kuppe. Während der südwestliche Abschnitt gleichmäßig gewölbt ist, besitzt der nordöstliche eine recht steile Außen- und eine nur mäßig steile Innenseite. Bei dem nordöstlichen Deichabschnitt handelt es sich möglicherweise um einen schmalen Terrassenrest. - Teilstück ID: 38065963 | 28965554 | BW   |
| 52° 18′ 6″ N, 7° 22′ 12″ O  | Salzbergen 20, Steinkreuz | Aus Sandstein. Höhe 1,4 m; Breite 0,72 m; Dicke 0,2 m. Auffallend breiten keilförmigen Schaft, der in einer Bodenplatte steckt, die wiederum auf einer ehemaligen Grabenüberführung steht. Auf der Bodenplatte steht: „Postkreuz Hummeldorf“. | 28965560 | BW   |